# Siegfried Lipiner
Siegfried Salomo Lipiner (ur. 24 października 1856 w Jarosławiu, zm. 30 grudnia 1911 w Wiedniu) – austriacki pisarz i poeta.
Jego prace wywarły wrażenie na Richardzie Wagnerze i Fryderyku Nietzschem. Poeta i dramaturg o bardzo indywidualnym charakterze, jest dziś pamiętany w niemieckojęzycznych kręgach literackich głównie jako tłumacz poezji Mickiewicza. Był również historykiem muzyki, bliskim przyjacielem Gustava Mahlera.

## Życie
W wieku siedemnastu lat uczęszczał na Uniwersytet Lipski, studiując (m.in. u Gustava Theodora Fechnera) filozofię, literaturę i nauki przyrodnicze. W 1876 wydał pracę na temat filozofii Arthura Schopenhauera. Po 1880 zaprzestał publikowania, a przez całe swoje życie pracował jako bibliotekarz w Wiedniu. 
W 1880 Lipiner poznał 20-letniego Mahlera, na którego w znacznym stopniu oddziałał swoimi poglądami.

## Dzieła
- Prometheus Entfesselte Der. Eine Dichtung w 5 Gesängen, Lipsk 1876;
- Renatus. Epische Dichtung, Lipsk 1878;
- Über die einer Elemente Erneuerung der Gegenwart religiöser Ideen. Vortrag gehalten im Leseverein der deutschen studenten Wien, Wien 1878;
- Buch der Freude. [Gedichte], Leipzig 1880;
- Bruder Rausch (Fragment eines Epos), 1883;
- Merlin. Operndichtung w 3 Akten. Karl von Musik Goldmarkiem. Textbuch, Lipsk 1886;
- Homunculus. und die Eine Studie über "Faust" Philosophie Goethes. Diss, Wien 1894,
- Kassandra. Drama, 1910;
- Adam. Vorspiel Ein. Stuttgart 1913, Bern 1974;
- Hippolytos. Drama, 1893;
- Der neue Don Juan. Trauerspiel w 5 Akten, Stuttgart 1914;
- Herr Thaddäus oder Der letzte wstęp wolny dp w Litauen: Epos ein aus der Zeit Napoleonischen. Von Adam Mickiewicz, Übers. S. L. von Freiburg im Breisgau, 1951.